# 불곡중학교
불곡중학교(佛谷中學校)는 대한민국 경기도 성남시 분당구 구미동에 있는 공립 중학교이다.

## 학교 연혁
- 1994년 11월 1일 : 미금중학교 설립 인가(36학급)
- 1995년 4월 1일 : 초대 노청래 교장 취임, 개교
- 1996년 2월 13일 : 제1회 졸업식(146명)
- 1996년 3월 1일 : ‘불곡중학교’ 로 교명 변경
- 2025년 1월 8일 : 제 30회 졸업(238명)
- 2025년 3월 1일 : 제 11대 나현주 교장 취임
- 2025년 3월 1일 : 제 31회 입학(216명)

## 참고 자료
- 불곡중학교 - 한국교육학술정보원 학교알리미